# Centro de Investigaciones en Bioquímica Clínica e Inmunología
El Centro de Investigaciones en Bioquímica Clínica e Inmunología (CIBICI) es un centro argentino de investigación y desarrollo dedicado a la bioquímica e inmunología. Su filiación es de doble dependencia entre la Universidad Nacional de Córdoba y CONICET.
Fue creado el 26 de marzo de 2004 por medio de la resolución n.º 504. Su sede se encuentra en el Departamento de Bioquímica Clínica de la Facultad de Ciencias Químicas (FCQ) de la UNC.

## Laboratorios
Por área:

### Inmunología
- Biología de las Células Dendríticas
- Células Presentadoras de Antígeno como Reguladoras de la Respuesta Inmune Innata y Adaptativa
- Inmunidad en cáncer
- Inmunidad en infecciones y cáncer
- Inmunidad Innata a hongos patógenos
- Inmunidad Innata Cardíaca
- Inmunidad innata e inflamación
- Inmunidad Intestinal
- Inmunobiología de células mieloides. Envejecimiento
- Inmunobiología de los linfocitos B
- Inmunobiología del macrófago
- Inmunología de infecciones fúngicas y parasitarias
- Inmunología tumoral
- Mecanismos moleculares involucrados en enfermedades inflamatorias oculares
- Mecanismos regulatorios y patogénicos en enfermedades inflamatorias del tracto genital masculino
- Sistema inmune en procesos inflamatorios y en cáncer
- Vacunas

### Biología celular y molecular
- Biología Molecular y Celular de Streptococcus pneumoniae
- Circuitos Moleculares Compartidos entre las Células Placentales y las Células Tumorales
- Epidemiología Molecular y Mecanismos de Patogénesis de Staphylococcus aureus resistentes a meticilina
- Letalidad Sintética en Cáncer
- Mecanismos de Acción de Hormonas Tiroideas
- Mecanismos de oncogénesis y supresión tumoral
- Mecanismos moleculares en la señalización de los ácidos grasos nitrados
- Mecanismos moleculares involucrados en la fisiología y patología de la glándula tiroides
- Microbiología celular y molecular de Chlamydia
- Neovascularización y degeneración retinal
- Oncología Molecular
- Transporte de proteínas en la vía secretora

### Alimentos y ecotoxicología
- Bromatología
- Investigaciones en Alimentos y Ambiente
- Micología de alimentos y micotoxicología